# Colletes omanus
Colletes omanus is een vliesvleugelig insect uit de familie Colletidae. De wetenschappelijke naam van de soort is voor het eerst geldig gepubliceerd in 2003 door Kuhlmann.